# 블론드 앰비션
《블론드 앰비션》(영어: Blonde Ambition)은 미국에서 제작된 스콧 마셜 감독의 2007년 로맨틱 코미디 영화이다. 제시카 심프슨, 루크 윌슨, 레이철 리 쿡 등이 출연하였고, 라티 그로브만 등이 제작에 참여하였다.

## 출연
- 제시카 심프슨
- 루크 윌슨
- 드루 풀러
- 레이철 리 쿡
- 앤디 딕
- 래리 밀러
- 퍼넬러피 앤 밀러
- 윌리 넬슨
- 라이언 던
- 크리스타 캠벨

## 기타 제작진
- 공동 제작: 제프 라이스
- 라인 제작: 데이비드 포미에이
- 미술: 밥 젬비키
- 세트: 브래드퍼드 존슨